# Arachis giacomettii
Arachis giacomettii es una especie de planta floral del género Arachis, categorizada en la tribu Dalbergieae, de la subfamilia Faboideae.

## Distribución
Especie nativa de América del Sur: Brasil. Crece en el bioma tropical.

## Taxonomía
Fue descrita por Krapov., W.C.Greg., Valls & C.E.Simpson.
Tratamiento taxonómico
La especie aparece registrada y publicada en Bonplandia (Corrientes) 8: 71 (1994).